# Maurice Agulhon
Maurice Agulhon (* 20. Dezember 1926 in Uzès; † 28. Mai 2014) war ein französischer Historiker. Er befasste sich mit der französischen Geschichte des 19. und 20. Jahrhunderts und war Professor am Collège de France.

## Leben und Wirken
Agulhon studierte 1946 bis 1950 an der École normale supérieure und war dann Gymnasiallehrer in Toulon und Marseille. Er promovierte bei Ernest Labrousse (Les origines de la tradition républicaine). Ab 1954 arbeitete er für das CNRS und unterrichtete ab 1957 an der späteren Universität Aix-Marseille (damals Faculté des Lettres in Aix). 1969 wurde er dort Professor, nachdem seine Habilitation (Doctorat d’Etat) an der Sorbonne 1969 erfolgt war (über Sozialgeschichte und Institutionen der Republik in der ersten Hälfte des 19. Jahrhunderts im Département Var). 1972 bis 1986 war er Professor an der Université Paris 1 Panthéon-Sorbonne und 1986 bis 1997 am Collège de France.
Er befasste sich unter anderem mit Institutionen und Symbolen der französischen Republik (Marianne, Mythisierung von Charles de Gaulle).
Er war Ritter (1989) und ab 1989 Offizier der Ehrenlegion und Ritter (1970) und Offizier (1994) der Palmes Académiques.
1975 bis 1981 war er Präsident der Société d’histoire de la révolution de 1848 et des révolutions du XIXe siècle. Seit 1993 war er Mitglied der Academia Europaea.

## Schriften
- Un mouvement populaire au temps de 1848. Histoire des populations du Var dans la première moitié du XIXe siècle, Dissertation 1969 an der Sorbonne, erschienen in drei Teilen:
  - Une ville ouvrière au temps du socialisme utopique. Toulon de 1815 à 1851, Paris-La Haye, Mouton, 1970.
  - La République au village, Paris, Plon, 1970, Neuauflage Seuil, 1979.
  - La Vie sociale en Provence intérieure au lendemain de la Révolution, Paris, Clavreuil, 1971.
- Pénitents et francs-maçons de l’ancienne Provence, Paris, Fayard, 1968.
- mit F. Barrat: CRS à Marseille, „la police au service du peuple“ 1944-1947, Paris, Armand Colin, 1971.
- mit André Nouschi: La France de 1914 à nos jours, Paris, Armand Colin, 1971.
- 1848 ou l’apprentissage de la République (1848–1851), Paris, Le Seuil, 1973.
- Les Quarante-huitards, Paris, Gallimard-Julliard, collection « Archives », 1976.
- mit Raoul Busquet, V.-L. Bourilly: Histoire de la Provence, Paris, Que sais-je ?, 1976
- Le Cercle dans la France bourgeoise, 1810–1848, Paris, Armand Colin, 1977.
- Marianne au combat. L’imagerie et la symbolique républicaines de 1789 à 1880, Paris, Flammarion, 1979.
- Histoire vagabonde, 3 Bände, Paris: Gallimard, Band 1: Ethnologie et politique dans la France contemporaine, 1988, Band 2: Idéologies et politique dans la France du XIXe, 1988, Band 3: La politique en France, d’hier à aujourd’hui, 1996.
  - Übersetzung: Der vagabundierende Blick. Deutsch von Michael Bischoff. Fischer, Frankfurt am Main 1995, ISBN 3-596-11582-5
- Marianne au pouvoir. L’imagerie et la symbolique républicaines de 1880 à 1914, Paris, Flammarion, 1989.
- La République de 1880 à nos jours, Paris, Hachette, Reihe Histoire de France, Band 5, 1990 (erhielt den Grand Prix Gobert)
- Coup d’État et République, Paris, Presses de Sciences Po, Reihe La Bibliothèque du citoyen, 1997.
- De Gaulle. Histoire, symbole, mythe, Paris, Hachette Littératures, 2000.
- Les Métamorphoses de Marianne. L’imagerie et la symbolique républicaines de 1914 à nos jours, Paris, Flammarion, 2001.
- Histoire et politique à gauche, Paris, Perrin, 2005.